# Mautodontha zebrina
Mautodontha zebrina foi uma espécie de gastrópodes da família Charopidae.
Foi endémica das Ilhas Cook.